# Tour d'Italie 2000
Le Tour d'Italie 2000 est la 83e édition du Tour d'Italie, qui s'est élancée de Rome le 13 mai 2000 et est arrivée à Milan le 4 juin. Long de 3 712 kilomètres, il a été remporté par l'Italien Stefano Garzelli.

## Présentation

### Équipes
Un total de 20 équipes participent à cette édition du Tour d'Italie. 14 de ces équipes sont issues de la première division mondiale, les Groupes Sportifs 1, les six dernières des Groupes Sportifs II. On retrouve onze équipes Italiennes, trois équipes espagnoles, deux équipes néerlandaises et une belges, une anglaise, une française et une colombienne.
| Groupes sportifs I (14)- Polti - Banesto - Farm Frites - Fassa Bortolo - Kelme-Costa Blanca - La Française des jeux - Lampre-Daikin - Liquigas-Pata - Mapei-Quick Step - Mercatone Uno-Albacom - Rabobank - Saeco-Valli & Valli - Vini Caldirola-Sidermec - Vitalicio Seguros-Grupo Generali Groupes sportifs II (6)- Amica Chips-Tacconi Sport - Cantina Tollo-Regain - Ceramica Panaria-Gaerne - Linda McCartney Cycling Team - Mobilvetta-Rossin - Aguardiente Néctar-Selle Italia |
| |

## Étapes
| Étape     | Date   | Villes étapes                                   | type                        | Distance (km) | Vainqueur d'étape           | Leader du classement général |
| --------- | ------ | ----------------------------------------------- | --------------------------- | ------------- | --------------------------- | ---------------------------- |
| Prologue  | 13 mai | Rome – Vatican                                  | prologue                    | 6             | Jan Hruška                  | Jan Hruška                   |
| 1re étape | 14 mai | Rome – Terracine                                | étape de plaine             | 129           | Ivan Quaranta               | Mario Cipollini              |
| 2e étape  | 15 mai | Terracine – Maddaloni                           | étape vallonnée             | 229           | Cristian Moreni             | Cristian Moreni              |
| 3e étape  | 16 mai | Paestum – Scalea                                | étape de plaine             | 174           | Ján Svorada                 | Cristian Moreni              |
| 4e étape  | 17 mai | Scalea – Matera                                 | étape de plaine             | 233           | Mario Cipollini             | Cristian Moreni              |
| 5e étape  | 18 mai | Matera – Peschici                               | étape vallonnée             | 232           | Danilo Di Luca              | Matteo Tosatto               |
| 6e étape  | 19 mai | Peschici – Vasto                                | étape de plaine             | 170           | Dimitri Konyshev            | Matteo Tosatto               |
| 7e étape  | 20 mai | Vasto – Teramo                                  | étape de plaine             | 171           | David McKenzie              | Matteo Tosatto               |
| 8e étape  | 21 mai | Corinaldo – Prato                               | étape vallonnée             | 255           | Axel Merckx                 | José Enrique Gutiérrez       |
| 9e étape  | 22 mai | Prato – Abetone                                 | étape de montagne           | 138           | Francesco Casagrande        | Francesco Casagrande         |
| 10e étape | 23 mai | San Marcello Pistoiese – Padoue                 | étape de plaine             | 257           | Ivan Quaranta               | Francesco Casagrande         |
| 11e étape | 24 mai | Lignano Sabbiadoro – San Michele al Tagliamento | contre-la-montre individuel | 45            | Víctor Hugo Peña            | Francesco Casagrande         |
|           | 25 mai | Jour de repos                                   | Jour de repos               |               |                             |                              |
| 12e étape | 26 mai | San Michele al Tagliamento – Feltre             | étape vallonnée             | 191           | Enrico Cassani              | Francesco Casagrande         |
| 13e étape | 27 mai | Feltre – Selva di Val Gardena                   | étape de montagne           | 195           | José Luis Rubiera           | Francesco Casagrande         |
| 14e étape | 28 mai | Selva di Val Gardena – Bormio                   | étape de montagne           | 205           | Gilberto Simoni             | Francesco Casagrande         |
| 15e étape | 29 mai | Bormio – Brescia                                | étape de plaine             | 171           | Biagio Conte                | Francesco Casagrande         |
| 16e étape | 30 mai | Brescia – Meda                                  | étape de plaine             | 102           | Fabrizio Guidi              | Francesco Casagrande         |
| 17e étape | 31 mai | Meda – Gênes                                    | étape vallonnée             | 224           | Álvaro González de Galdeano | Francesco Casagrande         |
| 18e étape | 1 juin | Gênes – Prato Nevoso                            | étape de montagne           | 176           | Stefano Garzelli            | Francesco Casagrande         |
| 19e étape | 2 juin | Saluces – Briançon                              | étape de montagne           | 177           | Paolo Lanfranchi            | Francesco Casagrande         |
| 20e étape | 3 juin | Briançon – Sestrières                           | contre-la-montre individuel | 34            | Jan Hruška                  | Stefano Garzelli             |
| 21e étape | 4 juin | Turin – Milan                                   | étape de plaine             | 198           | Mariano Piccoli             | Stefano Garzelli             |

## Classements finals

### Classement général final
| \| Classement général \| Classement général \| Classement général \| Classement général \| Classement général \| \| Coureur \| Coureur \| Pays \| Équipe \| Temps \| \| ------------------ \| -------------------- \| ------------------ \| -------------------------------- \| ------------------ \| \| 1er \| Stefano Garzelli \| Italie \| Mercatone Uno-Albacom \| 98 h 30 min 14 s \| \| 2e \| Francesco Casagrande \| Italie \| Vini Caldirola-Sidermec \| + 1 min 27 s \| \| 3e \| Gilberto Simoni \| Italie \| Lampre-Daikin \| + 1 min 33 s \| \| 4e \| Andrea Noè \| Italie \| Mapei-Quick Step \| + 4 min 58 s \| \| 5e \| Pavel Tonkov \| Russie \| Mapei-Quick Step \| + 5 min 28 s \| \| 6e \| Hernán Buenahora \| Colombie \| Aguardiente Néctar-Selle Italia \| + 5 min 48 s \| \| 7e \| Wladimir Belli \| Italie \| Fassa Bortolo \| + 7 min 38 s \| \| 8e \| José Luis Rubiera \| Espagne \| Kelme-Costa Blanca \| + 8 min 08 s \| \| 9e \| Serhiy Honchar \| Ukraine \| Liquigas-Pata \| + 8 min 14 s \| \| 10e \| Leonardo Piepoli \| Italie \| Banesto \| + 8 min 32 s \| \| 11e \| Santiago Blanco \| Espagne \| Vitalicio Seguros-Grupo Generali \| + 12 min 11 s \| \| 12e \| Paolo Lanfranchi \| Italie \| Mapei-Quick Step \| + 16 min 26 s \| \| 13e \| Dario Frigo \| Italie \| Fassa Bortolo \| + 20 min 49 s \| \| 14e \| Jan Hruška \| Tchéquie \| Vitalicio Seguros-Grupo Generali \| + 23 min 21 s \| \| 15e \| Víctor Hugo Peña \| Colombie \| Vitalicio Seguros-Grupo Generali \| + 23 min 30 s \| \| 16e \| Óscar Sevilla \| Espagne \| Kelme-Costa Blanca \| + 24 min 09 s \| \| 17e \| Chann McRae \| États-Unis \| Mapei-Quick Step \| + 27 min 11 s \| \| 18e \| José Castelblanco \| Colombie \| Kelme-Costa Blanca \| + 28 min 55 s \| \| 19e \| Ivan Gotti \| Italie \| Polti \| + 30 min 10 s \| \| 20e \| Francisco Mancebo \| Espagne \| Banesto \| + 31 min 00 s \| |                      |            |                                  |                  |
| |                      |            |                                  |                  |
| |                      |            |                                  |                  |
| Classement général |                      |            |                                  |                  |
| Coureur | Coureur              | Pays       | Équipe                           | Temps            |
| 1er | Stefano Garzelli     | Italie     | Mercatone Uno-Albacom            | 98 h 30 min 14 s |
| 2e | Francesco Casagrande | Italie     | Vini Caldirola-Sidermec          | + 1 min 27 s     |
| 3e | Gilberto Simoni      | Italie     | Lampre-Daikin                    | + 1 min 33 s     |
| 4e | Andrea Noè           | Italie     | Mapei-Quick Step                 | + 4 min 58 s     |
| 5e | Pavel Tonkov         | Russie     | Mapei-Quick Step                 | + 5 min 28 s     |
| 6e | Hernán Buenahora     | Colombie   | Aguardiente Néctar-Selle Italia  | + 5 min 48 s     |
| 7e | Wladimir Belli       | Italie     | Fassa Bortolo                    | + 7 min 38 s     |
| 8e | José Luis Rubiera    | Espagne    | Kelme-Costa Blanca               | + 8 min 08 s     |
| 9e | Serhiy Honchar       | Ukraine    | Liquigas-Pata                    | + 8 min 14 s     |
| 10e | Leonardo Piepoli     | Italie     | Banesto                          | + 8 min 32 s     |
| 11e | Santiago Blanco      | Espagne    | Vitalicio Seguros-Grupo Generali | + 12 min 11 s    |
| 12e | Paolo Lanfranchi     | Italie     | Mapei-Quick Step                 | + 16 min 26 s    |
| 13e | Dario Frigo          | Italie     | Fassa Bortolo                    | + 20 min 49 s    |
| 14e | Jan Hruška           | Tchéquie   | Vitalicio Seguros-Grupo Generali | + 23 min 21 s    |
| 15e | Víctor Hugo Peña     | Colombie   | Vitalicio Seguros-Grupo Generali | + 23 min 30 s    |
| 16e | Óscar Sevilla        | Espagne    | Kelme-Costa Blanca               | + 24 min 09 s    |
| 17e | Chann McRae          | États-Unis | Mapei-Quick Step                 | + 27 min 11 s    |
| 18e | José Castelblanco    | Colombie   | Kelme-Costa Blanca               | + 28 min 55 s    |
| 19e | Ivan Gotti           | Italie     | Polti                            | + 30 min 10 s    |
| 20e | Francisco Mancebo    | Espagne    | Banesto                          | + 31 min 00 s    |

### Classements annexes finals
| Classement par points | Classement par points          | Classement par points | Classement par points            | Classement par points |
| Coureur               | Coureur                        | Pays                  | Équipe                           | Points                |
| --------------------- | ------------------------------ | --------------------- | -------------------------------- | --------------------- |
| 1er                   | Dimitri Konyshev               | Russie                | Fassa Bortolo                    | 159 pts               |
| 2e                    | Fabrizio Guidi                 | Italie                | La Française des jeux            | 119 pts               |
| 3e                    | Ján Svorada                    | Tchéquie              | Lampre-Daikin                    | 116 pts               |
| 4e                    | Stefano Garzelli               | Italie                | Mercatone Uno-Albacom            | 114 pts               |
| 5e                    | Francesco Casagrande           | Italie                | Vini Caldirola-Sidermec          | 106 pts               |
| 6e                    | Gilberto Simoni                | Italie                | Lampre-Daikin                    | 106 pts               |
| 7e                    | Silvio Martinello              | Italie                | Polti                            | 86 pts                |
| 8e                    | Miguel Ángel Martín Perdiguero | Espagne               | Vitalicio Seguros-Grupo Generali | 73 pts                |
| 9e                    | Paolo Lanfranchi               | Italie                | Mapei-Quick Step                 | 70 pts                |
| 10e                   | Wladimir Belli                 | Italie                | Fassa Bortolo                    | 67 pts                |

| Classement par points | Classement par points          | Classement par points | Classement par points            | Classement par points |
| Coureur               | Coureur                        | Pays                  | Équipe                           | Points                |
| --------------------- | ------------------------------ | --------------------- | -------------------------------- | --------------------- |
| 1er                   | Dimitri Konyshev               | Russie                | Fassa Bortolo                    | 159 pts               |
| 2e                    | Fabrizio Guidi                 | Italie                | La Française des jeux            | 119 pts               |
| 3e                    | Ján Svorada                    | Tchéquie              | Lampre-Daikin                    | 116 pts               |
| 4e                    | Stefano Garzelli               | Italie                | Mercatone Uno-Albacom            | 114 pts               |
| 5e                    | Francesco Casagrande           | Italie                | Vini Caldirola-Sidermec          | 106 pts               |
| 6e                    | Gilberto Simoni                | Italie                | Lampre-Daikin                    | 106 pts               |
| 7e                    | Silvio Martinello              | Italie                | Polti                            | 86 pts                |
| 8e                    | Miguel Ángel Martín Perdiguero | Espagne               | Vitalicio Seguros-Grupo Generali | 73 pts                |
| 9e                    | Paolo Lanfranchi               | Italie                | Mapei-Quick Step                 | 70 pts                |
| 10e                   | Wladimir Belli                 | Italie                | Fassa Bortolo                    | 67 pts                |

| Classement de la montagne | Classement de la montagne | Classement de la montagne | Classement de la montagne       | Classement de la montagne |
| Coureur                   | Coureur                   | Pays                      | Équipe                          | Points                    |
| ------------------------- | ------------------------- | ------------------------- | ------------------------------- | ------------------------- |
| 1er                       | Francesco Casagrande      | Italie                    | Vini Caldirola-Sidermec         | 71 pts                    |
| 2e                        | José Jaime González       | Colombie                  | Aguardiente Néctar-Selle Italia | 71 pts                    |
| 3e                        | Stefano Garzelli          | Italie                    | Mercatone Uno-Albacom           | 47 pts                    |
| 4e                        | Gilberto Simoni           | Italie                    | Lampre-Daikin                   | 42 pts                    |
| 5e                        | Karsten Kroon             | Pays-Bas                  | Rabobank                        | 31 pts                    |
| 6e                        | Félix Cárdenas            | Colombie                  | Kelme-Costa Blanca              | 21 pts                    |
| 7e                        | José Enrique Gutiérrez    | Espagne                   | Kelme-Costa Blanca              | 21 pts                    |
| 8e                        | Paolo Lanfranchi          | Italie                    | Mapei-Quick Step                | 16 pts                    |
| 9e                        | Dario Frigo               | Italie                    | Fassa Bortolo                   | 15 pts                    |
| 10e                       | José Javier Gómez         | Espagne                   | Kelme-Costa Blanca              | 13 pts                    |

| Classement de la montagne | Classement de la montagne | Classement de la montagne | Classement de la montagne       | Classement de la montagne |
| Coureur                   | Coureur                   | Pays                      | Équipe                          | Points                    |
| ------------------------- | ------------------------- | ------------------------- | ------------------------------- | ------------------------- |
| 1er                       | Francesco Casagrande      | Italie                    | Vini Caldirola-Sidermec         | 71 pts                    |
| 2e                        | José Jaime González       | Colombie                  | Aguardiente Néctar-Selle Italia | 71 pts                    |
| 3e                        | Stefano Garzelli          | Italie                    | Mercatone Uno-Albacom           | 47 pts                    |
| 4e                        | Gilberto Simoni           | Italie                    | Lampre-Daikin                   | 42 pts                    |
| 5e                        | Karsten Kroon             | Pays-Bas                  | Rabobank                        | 31 pts                    |
| 6e                        | Félix Cárdenas            | Colombie                  | Kelme-Costa Blanca              | 21 pts                    |
| 7e                        | José Enrique Gutiérrez    | Espagne                   | Kelme-Costa Blanca              | 21 pts                    |
| 8e                        | Paolo Lanfranchi          | Italie                    | Mapei-Quick Step                | 16 pts                    |
| 9e                        | Dario Frigo               | Italie                    | Fassa Bortolo                   | 15 pts                    |
| 10e                       | José Javier Gómez         | Espagne                   | Kelme-Costa Blanca              | 13 pts                    |

| Classement par équipes | Classement par équipes           | Classement par équipes | Classement par équipes |
| Équipe                 | Équipe                           | Pays                   | Temps                  |
| ---------------------- | -------------------------------- | ---------------------- | ---------------------- |
| 1re                    | Mapei-Quick Step                 | Belgique               | 295 h 29 min 39 s      |
| 2e                     | Vitalicio Seguros-Grupo Generali | Espagne                | + 31 min 03 s          |
| 3e                     | Kelme-Costa Blanca               | Espagne                | + 31 min 23 s          |
| 4e                     | Fassa Bortolo                    | Italie                 | + 38 min 25 s          |
| 5e                     | Banesto                          | Espagne                | + 41 min 36 s          |
| 6e                     | Mercatone Uno-Albacom            | Italie                 | + 1 h 16 min 02 s      |
| 7e                     | Aguardiente Néctar-Selle Italia  | Colombie               | + 1 h 40 min 11 s      |
| 8e                     | Lampre-Daikin                    | Italie                 | + 1 h 40 min 13 s      |
| 9e                     | Liquigas-Pata                    | Italie                 | + 1 h 45 min 10 s      |
| 10e                    | Polti                            | Italie                 | + 1 h 49 min 55 s      |

| Classement par équipes | Classement par équipes           | Classement par équipes | Classement par équipes |
| Équipe                 | Équipe                           | Pays                   | Temps                  |
| ---------------------- | -------------------------------- | ---------------------- | ---------------------- |
| 1re                    | Mapei-Quick Step                 | Belgique               | 295 h 29 min 39 s      |
| 2e                     | Vitalicio Seguros-Grupo Generali | Espagne                | + 31 min 03 s          |
| 3e                     | Kelme-Costa Blanca               | Espagne                | + 31 min 23 s          |
| 4e                     | Fassa Bortolo                    | Italie                 | + 38 min 25 s          |
| 5e                     | Banesto                          | Espagne                | + 41 min 36 s          |
| 6e                     | Mercatone Uno-Albacom            | Italie                 | + 1 h 16 min 02 s      |
| 7e                     | Aguardiente Néctar-Selle Italia  | Colombie               | + 1 h 40 min 11 s      |
| 8e                     | Lampre-Daikin                    | Italie                 | + 1 h 40 min 13 s      |
| 9e                     | Liquigas-Pata                    | Italie                 | + 1 h 45 min 10 s      |
| 10e                    | Polti                            | Italie                 | + 1 h 49 min 55 s      |

| Classement Intergiro | Classement Intergiro           | Classement Intergiro | Classement Intergiro      | Classement Intergiro |
|                      | Coureur                        | Pays                 | Équipe                    | Temps                |
| -------------------- | ------------------------------ | -------------------- | ------------------------- | -------------------- |
| 1er                  | Fabrizio Guidi                 | Italie               | Française des Jeux        | en 62 h 50 min 5 s   |
| 2e                   | Dimitri Konyshev               | Russie               | Fassa Bortolo             | + 57 s               |
| 3e                   | Diego Ferrari                  | Italie               | Amica Chips-Tacconi Sport | + 1 min 38 s         |
| 4e                   | Jan Hruska                     | Tchéquie             | Vitalicio Seguros         | + 2 min 1 s          |
| 5e                   | Daniele Contrini               | Italie               | Liquigas-Pata             | + 2 min 3 s          |
| 6e                   | Ján Svorada                    | Tchéquie             | Lampre–Daikin             | + 2 min 27 s         |
| 7e                   | Karsten Kroon                  | Pays-Bas             | Rabobank                  | + 2 min 52 s         |
| 8e                   | Serhiy Honchar                 | Ukraine              | Liquigas-Pata             | + 2 min 56 s         |
| 9e                   | Miguel Ángel Martín Perdiguero | Espagne              | Vitalicio Seguros         | + 2 min 58 s         |
| 10e                  | Víctor Hugo Peña               | Colombie             | Vitalicio Seguros         | + 3 min 7 s          |
| modifier             |                                |                      |                           |                      |

## Évolution des classements
Les cyclistes présents dans le tableau ci-dessous correspondent aux leaders des classements. Ils peuvent ne pas correspondre au porteur du maillot.
| Étape              | Vainqueur                   | Classement général     | Classement par point | Classement de la montagne | Classement par équipes |
| ------------------ | --------------------------- | ---------------------- | -------------------- | ------------------------- | ---------------------- |
| Prologue           | Jan Hruška                  | Jan Hruška             | non attribué         | non attribué              | non attribué           |
| 1re étape          | Ivan Quaranta               | Mario Cipollini        | Ivan Quaranta        | Alessandro Petacchi       | La Française des Jeux  |
| 2e étape           | Cristian Moreni             | Cristian Moreni        | Cristian Moreni      | Karsten Kroon             | Liquigas               |
| 3e étape           | Jan Svorada                 | Cristian Moreni        | Matteo Tosatto       | Karsten Kroon             | Liquigas               |
| 4e étape           | Mario Cipollini             | Cristian Moreni        | Mario Cipollini      | Karsten Kroon             | Liquigas               |
| 5e étape           | Danilo Di Luca              | Matteo Tosatto         | Matteo Tosatto       | Karsten Kroon             | Liquigas               |
| 6e étape           | Dimitri Konyshev            | Matteo Tosatto         | Matteo Tosatto       | Karsten Kroon             | Liquigas               |
| 7e étape           | David McKenzie              | Matteo Tosatto         | Dimitri Konyshev     | Karsten Kroon             | Liquigas               |
| 8e étape           | Axel Merckx                 | José Enrique Gutiérrez | Dimitri Konyshev     | Karsten Kroon             | Mapei                  |
| 9e étape           | Francesco Casagrande        | Francesco Casagrande   | Dimitri Konyshev     | Karsten Kroon             | Mapei                  |
| 10e étape          | Ivan Quaranta               | Francesco Casagrande   | Dimitri Konyshev     | Karsten Kroon             | Mapei                  |
| 11e étape          | Víctor Hugo Peña            | Francesco Casagrande   | Dimitri Konyshev     | Karsten Kroon             | Vini Caldirola         |
| 12e étape          | Enrico Cassani              | Francesco Casagrande   | Dimitri Konyshev     | Karsten Kroon             | Vini Caldirola         |
| 13e étape          | José Luis Rubiera           | Francesco Casagrande   | Dimitri Konyshev     | Francesco Casagrande      | Mapei                  |
| 14e étape          | Gilberto Simoni             | Francesco Casagrande   | Dimitri Konyshev     | José Jaime González       | Mapei                  |
| 15e étape          | Biagio Conte                | Francesco Casagrande   | Dimitri Konyshev     | José Jaime González       | Mapei                  |
| 16e étape          | Fabrizio Guidi              | Francesco Casagrande   | Dimitri Konyshev     | José Jaime González       | Mapei                  |
| 17e étape          | Álvaro González de Galdeano | Francesco Casagrande   | Dimitri Konyshev     | José Jaime González       | Mapei                  |
| 18e étape          | Stefano Garzelli            | Francesco Casagrande   | Dimitri Konyshev     | Francesco Casagrande      | Mapei                  |
| 19e étape          | Paolo Lanfranchi            | Francesco Casagrande   | Dimitri Konyshev     | José Jaime González       | Mapei                  |
| 20e étape          | Jan Hruška                  | Stefano Garzelli       | Dimitri Konyshev     | Francesco Casagrande      | Mapei                  |
| 21e étape          | Mariano Piccoli             | Stefano Garzelli       | Dimitri Konyshev     | Francesco Casagrande      | Mapei                  |
| Classements finals | Classements finals          | Stefano Garzelli       | Dimitri Konyshev     | Francesco Casagrande      | Mapei                  |

## Liste des coureurs
| Polti PLT | Polti PLT               | Polti PLT |
| --------- | ----------------------- | --------- |
| Num       | Coureur                 | Pos       |
| 1         | Ivan Gotti (ITA)        | 19e       |
| 2         | Jeroen Blijlevens (NED) | 98e       |
| 3         | Enrico Cassani (ITA)    | 76e       |
| 4         | Daniel Clavero (ESP)    | AB-16     |
| 5         | Silvio Martinello (ITA) | 105e      |
| 6         | Eddy Mazzoleni (ITA)    | 55e       |
| 7         | Oscar Pelliccioli (ITA) | 35e       |
| 8         | José Manuel Uría (ESP)  | 43e       |
| 9         | Bart Voskamp (NED)      | 123e      |

| Amica Chips-Tacconi Sport ___ | Amica Chips-Tacconi Sport ___ | Amica Chips-Tacconi Sport ___ |
| ----------------------------- | ----------------------------- | ----------------------------- |
| Num                           | Coureur                       | Pos                           |
| 11                            | Mauro Gerosa (ITA)            | 97e                           |
| 12                            | Ivan Basso (ITA)              | 52e                           |
| 13                            | Pietro Caucchioli (ITA)       | 85e                           |
| 14                            | Diego Ferrari (ITA)           | 115e                          |
| 15                            | Vitali Kokorine (RUS)         | 51e                           |
| 16                            | Giuseppe Palumbo (ITA)        | 124e                          |
| 17                            | Filippo Simeoni (ITA)         | 104e                          |
| 18                            | Ruslan Ivanov (MDA)           | AB-13                         |
| 19                            | Oscar Pozzi (ITA)             | 61e                           |

| Banesto BAN | Banesto BAN              | Banesto BAN |
| ----------- | ------------------------ | ----------- |
| Num         | Coureur                  | Pos         |
| 21          | Dariusz Baranowski (POL) | 22e         |
| 22          | Cândido Barbosa (POR)    | 89e         |
| 23          | Tomasz Brożyna (POL)     | 39e         |
| 24          | Marzio Bruseghin (ITA)   | 69e         |
| 25          | Eladio Jiménez (ESP)     | 46e         |
| 26          | Francisco Mancebo (ESP)  | 20e         |
| 27          | Unai Osa (ESP)           | NP-2        |
| 28          | Orlando Rodrigues (POR)  | 66e         |
| 29          | Leonardo Piepoli (ITA)   | 10e         |

| Cantina Tollo-Regain CTA | Cantina Tollo-Regain CTA  | Cantina Tollo-Regain CTA |
| ------------------------ | ------------------------- | ------------------------ |
| Num                      | Coureur                   | Pos                      |
| 31                       | Danilo Di Luca (ITA)      | AB-17                    |
| 32                       | Cristian Gasperoni (ITA)  | 83e                      |
| 33                       | Moreno Di Biase (ITA)     | 119e                     |
| 34                       | Massimo Giunti (ITA)      | 63e                      |
| 35                       | Gianpaolo Mondini (ITA)   | 109e                     |
| 36                       | Roberto Sgambelluri (ITA) | 33e                      |
| 37                       | Andrea Tonti (ITA)        | 23e                      |
| 38                       | Guido Trenti (ITA)        | 99e                      |
| 39                       | Marco Vergnani (ITA)      | 54e                      |

| Ceramica Panaria-Gaerne PAN | Ceramica Panaria-Gaerne PAN      | Ceramica Panaria-Gaerne PAN |
| --------------------------- | -------------------------------- | --------------------------- |
| Num                         | Coureur                          | Pos                         |
| 41                          | Niklas Axelsson (SWE)            | AB-8                        |
| 42                          | Vladimir Duma (UKR)              | 38e                         |
| 43                          | Tom Leaper (AUS)                 | AB-12                       |
| 44                          | Enrico Degano (ITA)              | AB-14                       |
| 45                          | Domenico Romano (ITA)            | AB-8                        |
| 46                          | Julio Alberto Pérez Cuapio (MEX) | AB-8                        |
| 47                          | Luca Cei (ITA)                   | AB-14                       |
| 48                          | Antonio Varriale (ITA)           | AB-10                       |
| 49                          | Yauheni Seniushkin (BLR)         | AB-18                       |

| Farm Frites FAR | Farm Frites FAR         | Farm Frites FAR |
| --------------- | ----------------------- | --------------- |
| Num             | Coureur                 | Pos             |
| 51              | Miguel Van Kessel (NED) | AB-15           |
| 52              | Servais Knaven (NED)    | AB-2            |
| 53              | Michel Lafis (SWE)      | 70e             |
| 54              | Robbie McEwen (AUS)     | AB-14           |
| 55              | Koos Moerenhout (NED)   | AB-14           |
| 56              | Wim Vansevenant (BEL)   | HD-18           |
| 57              | Martin van Steen (NED)  | AB-13           |
| 58              | Justin Spinelli (USA)   | AB-12           |
| 59              | Pieter Vries (NED)      | 108e            |

| Fassa Bortolo FAS | Fassa Bortolo FAS         | Fassa Bortolo FAS |
| ----------------- | ------------------------- | ----------------- |
| Num               | Coureur                   | Pos               |
| 61                | Fabio Baldato (ITA)       | NP-2              |
| 62                | Wladimir Belli (ITA)      | 7e                |
| 63                | Andrea Ferrigato (ITA)    | 95e               |
| 64                | Marco Fincato (ITA)       | 21e               |
| 65                | Dario Frigo (ITA)         | 13e               |
| 66                | Dimitri Konyshev (RUS)    | 57e               |
| 67                | Andrea Peron (ITA)        | 74e               |
| 68                | Alessandro Petacchi (ITA) | 92e               |
| 69                | Matteo Tosatto (ITA)      | AB-17             |

| Kelme-Costa Blanca KEL | Kelme-Costa Blanca KEL         | Kelme-Costa Blanca KEL |
| ---------------------- | ------------------------------ | ---------------------- |
| Num                    | Coureur                        | Pos                    |
| 71                     | José Luis Rubiera (ESP)        | 8e                     |
| 72                     | Óscar Sevilla (ESP)            | 16e                    |
| 73                     | José Castelblanco (COL)        | 18e                    |
| 74                     | Félix Cárdenas (COL)           | AB-19                  |
| 75                     | José Enrique Gutiérrez (ESP)   | AB-18                  |
| 76                     | Juan José de los Ángeles (ESP) | 50e                    |
| 77                     | Ricardo Otxoa (ESP)            | 42e                    |
| 78                     | José Javier Gómez (ESP)        | 30e                    |
| 79                     | Ángel Vicioso (ESP)            | 72e                    |

| La Française des jeux FDJ | La Française des jeux FDJ  | La Française des jeux FDJ |
| ------------------------- | -------------------------- | ------------------------- |
| Num                       | Coureur                    | Pos                       |
| 81                        | Fabrizio Guidi (ITA)       | 94e                       |
| 82                        | Grzegorz Gwiazdowski (POL) | 58e                       |
| 83                        | Yvon Ledanois (FRA)        | AB-5                      |
| 84                        | Bradley McGee (AUS)        | 127e                      |
| 85                        | Franck Perque (FRA)        | AB-2                      |
| 86                        | Nicolas Vogondy (FRA)      | 84e                       |
| 87                        | Daniel Schnider (SUI)      | 91e                       |
| 88                        | Jean-Michel Tessier (FRA)  | AB-16                     |
| 89                        | Jimmy Casper (FRA)         | AB-8                      |

| Lampre-Daikin LAM | Lampre-Daikin LAM        | Lampre-Daikin LAM |
| ----------------- | ------------------------ | ----------------- |
| Num               | Coureur                  | Pos               |
| 91                | Gilberto Simoni (ITA)    | 3e                |
| 92                | Sergio Barbero (ITA)     | 73e               |
| 93                | Massimo Codol (ITA)      | 47e               |
| 94                | Ludo Dierckxsens (BEL)   | AB-14             |
| 95                | Simone Bertoletti (ITA)  | 87e               |
| 96                | Marco Della Vedova (ITA) | 48e               |
| 97                | Gabriele Missaglia (ITA) | 45e               |
| 98                | Mariano Piccoli (ITA)    | 34e               |
| 99                | Ján Svorada (CZE)        | 102e              |

| Linda McCartney Cycling Team LMR | Linda McCartney Cycling Team LMR | Linda McCartney Cycling Team LMR |
| -------------------------------- | -------------------------------- | -------------------------------- |
| Num                              | Coureur                          | Pos                              |
| 101                              | Maximilian Sciandri (GBR)        | 67e                              |
| 102                              | Pascal Richard (SUI)             | NP-1                             |
| 103                              | Tayeb Braikia (DEN)              | 114e                             |
| 104                              | Bjørnar Vestøl (NOR)             | 125e                             |
| 105                              | Ciarán Power (IRL)               | 122e                             |
| 106                              | Maurizio De Pasquale (ITA)       | 111e                             |
| 107                              | David McKenzie (AUS)             | 113e                             |
| 108                              | Matthew Stephens (GBR)           | AB-16                            |
| 109                              | Benjamin Brooks (AUS)            | NP-1                             |

| Liquigas-Pata ___ | Liquigas-Pata ___            | Liquigas-Pata ___ |
| ----------------- | ---------------------------- | ----------------- |
| Num               | Coureur                      | Pos               |
| 111               | Stefano Cattai (ITA)         | 41e               |
| 112               | Daniele Contrini (ITA)       | 106e              |
| 113               | Cristiano Frattini (ITA)     | AB-10             |
| 114               | Serhiy Honchar (UKR)         | 9e                |
| 115               | Cristian Moreni (ITA)        | AB-12             |
| 116               | Davide Rebellin (ITA)        | 29e               |
| 117               | Alessandro Spezialetti (ITA) | AB-8              |
| 118               | Denis Zanette (ITA)          | AB-17             |
| 119               | Marco Zanotti (ITA)          | 116e              |

| Mapei-Quick Step MAP | Mapei-Quick Step MAP    | Mapei-Quick Step MAP |
| -------------------- | ----------------------- | -------------------- |
| Num                  | Coureur                 | Pos                  |
| 121                  | Davide Bramati (ITA)    | 75e                  |
| 122                  | Rinaldo Nocentini (ITA) | 64e                  |
| 123                  | Giuliano Figueras (ITA) | AB-7                 |
| 124                  | Paolo Fornaciari (ITA)  | 79e                  |
| 125                  | Paolo Lanfranchi (ITA)  | 12e                  |
| 126                  | Chann McRae (USA)       | 17e                  |
| 127                  | Andrea Noè (ITA)        | 4e                   |
| 128                  | Pavel Tonkov (RUS)      | 5e                   |
| 129                  | Axel Merckx (BEL)       | 25e                  |

| Mercatone Uno-Albacom ___ | Mercatone Uno-Albacom ___ | Mercatone Uno-Albacom ___ |
| ------------------------- | ------------------------- | ------------------------- |
| Num                       | Coureur                   | Pos                       |
| 131                       | Stefano Garzelli (ITA)    | 1er                       |
| 132                       | Daniele De Paoli (ITA)    | 36e                       |
| 133                       | Marco Velo (ITA)          | AB-13                     |
| 134                       | Enrico Zaina (ITA)        | AB-10                     |
| 135                       | Ermanno Brignoli (ITA)    | 82e                       |
| 136                       | Simone Borgheresi (ITA)   | 112e                      |
| 137                       | Riccardo Forconi (ITA)    | 27e                       |
| 138                       | Fabiano Fontanelli (ITA)  | 93e                       |
| 139                       | Marco Pantani (ITA)       | 28e                       |

| Mobilvetta-Rossin ___ | Mobilvetta-Rossin ___    | Mobilvetta-Rossin ___ |
| --------------------- | ------------------------ | --------------------- |
| Num                   | Coureur                  | Pos                   |
| 141                   | Evgueni Berzin (RUS)     | NP-PR                 |
| 142                   | Filippo Baldo (ITA)      | 32e                   |
| 143                   | Ivan Quaranta (ITA)      | AB-14                 |
| 144                   | Mirko Gualdi (ITA)       | 40e                   |
| 145                   | Mario Manzoni (ITA)      | 86e                   |
| 146                   | Milan Kadlec (CZE)       | 100e                  |
| 147                   | Graziano Recinella (ITA) | AB-14                 |
| 148                   | Paolo Valoti (ITA)       | AB-18                 |
| 149                   | Alberto Ongarato (ITA)   | 90e                   |

| Aguardiente Néctar-Selle Italia NEC | Aguardiente Néctar-Selle Italia NEC | Aguardiente Néctar-Selle Italia NEC |
| ----------------------------------- | ----------------------------------- | ----------------------------------- |
| Num                                 | Coureur                             | Pos                                 |
| 151                                 | José Jaime González (COL)           | 31e                                 |
| 152                                 | Hernán Buenahora (COL)              | 6e                                  |
| 153                                 | Raúl Montaña (COL)                  | 65e                                 |
| 154                                 | Freddy González (COL)               | AB-3                                |
| 155                                 | Ruber Marín (COL)                   | 77e                                 |
| 156                                 | Andris Naudužs (LAT)                | AB-8                                |
| 157                                 | Fortunato Baliani (ITA)             | 71e                                 |
| 158                                 | Alessio Girelli (ITA)               | AB-13                               |
| 159                                 | Leonardo Scarselli (ITA)            | 107e                                |

| Rabobank RAB | Rabobank RAB          | Rabobank RAB |
| ------------ | --------------------- | ------------ |
| Num          | Coureur               | Pos          |
| 161          | Niki Aebersold (SUI)  | 68e          |
| 162          | Erik Dekker (NED)     | 121e         |
| 163          | Coen Boerman (NED)    | AB-14        |
| 164          | Steven de Jongh (NED) | 126e         |
| 165          | Addy Engels (NED)     | 80e          |
| 166          | Karsten Kroon (NED)   | 103e         |
| 167          | Matthé Pronk (NED)    | 110e         |
| 168          | Aart Vierhouten (NED) | AB-15        |
| 169          | Marcel Duijn (NED)    | AB-14        |

| Saeco-Valli & Valli SAE | Saeco-Valli & Valli SAE   | Saeco-Valli & Valli SAE |
| ----------------------- | ------------------------- | ----------------------- |
| Num                     | Coureur                   | Pos                     |
| 171                     | Mario Cipollini (ITA)     | AB-13                   |
| 172                     | Paolo Savoldelli (ITA)    | 24e                     |
| 173                     | Giuseppe Calcaterra (ITA) | 118e                    |
| 174                     | Alessio Galletti (ITA)    | 120e                    |
| 175                     | Pavel Padrnos (CZE)       | 26e                     |
| 176                     | Dario Pieri (ITA)         | AB-18                   |
| 177                     | Biagio Conte (ITA)        | 78e                     |
| 178                     | Mario Scirea (ITA)        | 56e                     |
| 179                     | Francesco Secchiari (ITA) | 59e                     |

| Vini Caldirola-Sidermec ___ | Vini Caldirola-Sidermec ___ | Vini Caldirola-Sidermec ___ |
| --------------------------- | --------------------------- | --------------------------- |
| Num                         | Coureur                     | Pos                         |
| 181                         | Francesco Casagrande (ITA)  | 2e                          |
| 182                         | Massimo Donati (ITA)        | 53e                         |
| 183                         | Roberto Conti (ITA)         | 44e                         |
| 184                         | Mauro Zanetti (ITA)         | AB-3                        |
| 185                         | Marco Milesi (ITA)          | 117e                        |
| 186                         | Gianluca Bortolami (ITA)    | 96e                         |
| 187                         | Matthew White (AUS)         | 101e                        |
| 188                         | Filippo Casagrande (ITA)    | 60e                         |
| 189                         | Ruggero Borghi (ITA)        | AB-6                        |

| Vitalicio Seguros-Grupo Generali VIT | Vitalicio Seguros-Grupo Generali VIT | Vitalicio Seguros-Grupo Generali VIT |
| ------------------------------------ | ------------------------------------ | ------------------------------------ |
| Num                                  | Coureur                              | Pos                                  |
| 191                                  | Elio Aggiano (ITA)                   | 81e                                  |
| 192                                  | Santiago Blanco (ESP)                | 11e                                  |
| 193                                  | Luis Orán Castañeda (COL)            | 88e                                  |
| 194                                  | Juan Carlos Domínguez (ESP)          | AB-8                                 |
| 195                                  | Jan Hruška (CZE)                     | 14e                                  |
| 196                                  | Álvaro González de Galdeano (ESP)    | 49e                                  |
| 197                                  | Miguel Ángel Martín Perdiguero (ESP) | 37e                                  |
| 198                                  | Iván Parra (COL)                     | AB-11                                |
| 199                                  | Víctor Hugo Peña (COL)               | 15e                                  |

| Polti PLT | Polti PLT               | Polti PLT |
| --------- | ----------------------- | --------- |
| Num       | Coureur                 | Pos       |
| 1         | Ivan Gotti (ITA)        | 19e       |
| 2         | Jeroen Blijlevens (NED) | 98e       |
| 3         | Enrico Cassani (ITA)    | 76e       |
| 4         | Daniel Clavero (ESP)    | AB-16     |
| 5         | Silvio Martinello (ITA) | 105e      |
| 6         | Eddy Mazzoleni (ITA)    | 55e       |
| 7         | Oscar Pelliccioli (ITA) | 35e       |
| 8         | José Manuel Uría (ESP)  | 43e       |
| 9         | Bart Voskamp (NED)      | 123e      |

| Amica Chips-Tacconi Sport ___ | Amica Chips-Tacconi Sport ___ | Amica Chips-Tacconi Sport ___ |
| ----------------------------- | ----------------------------- | ----------------------------- |
| Num                           | Coureur                       | Pos                           |
| 11                            | Mauro Gerosa (ITA)            | 97e                           |
| 12                            | Ivan Basso (ITA)              | 52e                           |
| 13                            | Pietro Caucchioli (ITA)       | 85e                           |
| 14                            | Diego Ferrari (ITA)           | 115e                          |
| 15                            | Vitali Kokorine (RUS)         | 51e                           |
| 16                            | Giuseppe Palumbo (ITA)        | 124e                          |
| 17                            | Filippo Simeoni (ITA)         | 104e                          |
| 18                            | Ruslan Ivanov (MDA)           | AB-13                         |
| 19                            | Oscar Pozzi (ITA)             | 61e                           |

| Banesto BAN | Banesto BAN              | Banesto BAN |
| ----------- | ------------------------ | ----------- |
| Num         | Coureur                  | Pos         |
| 21          | Dariusz Baranowski (POL) | 22e         |
| 22          | Cândido Barbosa (POR)    | 89e         |
| 23          | Tomasz Brożyna (POL)     | 39e         |
| 24          | Marzio Bruseghin (ITA)   | 69e         |
| 25          | Eladio Jiménez (ESP)     | 46e         |
| 26          | Francisco Mancebo (ESP)  | 20e         |
| 27          | Unai Osa (ESP)           | NP-2        |
| 28          | Orlando Rodrigues (POR)  | 66e         |
| 29          | Leonardo Piepoli (ITA)   | 10e         |

| Cantina Tollo-Regain CTA | Cantina Tollo-Regain CTA  | Cantina Tollo-Regain CTA |
| ------------------------ | ------------------------- | ------------------------ |
| Num                      | Coureur                   | Pos                      |
| 31                       | Danilo Di Luca (ITA)      | AB-17                    |
| 32                       | Cristian Gasperoni (ITA)  | 83e                      |
| 33                       | Moreno Di Biase (ITA)     | 119e                     |
| 34                       | Massimo Giunti (ITA)      | 63e                      |
| 35                       | Gianpaolo Mondini (ITA)   | 109e                     |
| 36                       | Roberto Sgambelluri (ITA) | 33e                      |
| 37                       | Andrea Tonti (ITA)        | 23e                      |
| 38                       | Guido Trenti (ITA)        | 99e                      |
| 39                       | Marco Vergnani (ITA)      | 54e                      |

| Ceramica Panaria-Gaerne PAN | Ceramica Panaria-Gaerne PAN      | Ceramica Panaria-Gaerne PAN |
| --------------------------- | -------------------------------- | --------------------------- |
| Num                         | Coureur                          | Pos                         |
| 41                          | Niklas Axelsson (SWE)            | AB-8                        |
| 42                          | Vladimir Duma (UKR)              | 38e                         |
| 43                          | Tom Leaper (AUS)                 | AB-12                       |
| 44                          | Enrico Degano (ITA)              | AB-14                       |
| 45                          | Domenico Romano (ITA)            | AB-8                        |
| 46                          | Julio Alberto Pérez Cuapio (MEX) | AB-8                        |
| 47                          | Luca Cei (ITA)                   | AB-14                       |
| 48                          | Antonio Varriale (ITA)           | AB-10                       |
| 49                          | Yauheni Seniushkin (BLR)         | AB-18                       |

| Farm Frites FAR | Farm Frites FAR         | Farm Frites FAR |
| --------------- | ----------------------- | --------------- |
| Num             | Coureur                 | Pos             |
| 51              | Miguel Van Kessel (NED) | AB-15           |
| 52              | Servais Knaven (NED)    | AB-2            |
| 53              | Michel Lafis (SWE)      | 70e             |
| 54              | Robbie McEwen (AUS)     | AB-14           |
| 55              | Koos Moerenhout (NED)   | AB-14           |
| 56              | Wim Vansevenant (BEL)   | HD-18           |
| 57              | Martin van Steen (NED)  | AB-13           |
| 58              | Justin Spinelli (USA)   | AB-12           |
| 59              | Pieter Vries (NED)      | 108e            |

| Fassa Bortolo FAS | Fassa Bortolo FAS         | Fassa Bortolo FAS |
| ----------------- | ------------------------- | ----------------- |
| Num               | Coureur                   | Pos               |
| 61                | Fabio Baldato (ITA)       | NP-2              |
| 62                | Wladimir Belli (ITA)      | 7e                |
| 63                | Andrea Ferrigato (ITA)    | 95e               |
| 64                | Marco Fincato (ITA)       | 21e               |
| 65                | Dario Frigo (ITA)         | 13e               |
| 66                | Dimitri Konyshev (RUS)    | 57e               |
| 67                | Andrea Peron (ITA)        | 74e               |
| 68                | Alessandro Petacchi (ITA) | 92e               |
| 69                | Matteo Tosatto (ITA)      | AB-17             |

| Kelme-Costa Blanca KEL | Kelme-Costa Blanca KEL         | Kelme-Costa Blanca KEL |
| ---------------------- | ------------------------------ | ---------------------- |
| Num                    | Coureur                        | Pos                    |
| 71                     | José Luis Rubiera (ESP)        | 8e                     |
| 72                     | Óscar Sevilla (ESP)            | 16e                    |
| 73                     | José Castelblanco (COL)        | 18e                    |
| 74                     | Félix Cárdenas (COL)           | AB-19                  |
| 75                     | José Enrique Gutiérrez (ESP)   | AB-18                  |
| 76                     | Juan José de los Ángeles (ESP) | 50e                    |
| 77                     | Ricardo Otxoa (ESP)            | 42e                    |
| 78                     | José Javier Gómez (ESP)        | 30e                    |
| 79                     | Ángel Vicioso (ESP)            | 72e                    |

| La Française des jeux FDJ | La Française des jeux FDJ  | La Française des jeux FDJ |
| ------------------------- | -------------------------- | ------------------------- |
| Num                       | Coureur                    | Pos                       |
| 81                        | Fabrizio Guidi (ITA)       | 94e                       |
| 82                        | Grzegorz Gwiazdowski (POL) | 58e                       |
| 83                        | Yvon Ledanois (FRA)        | AB-5                      |
| 84                        | Bradley McGee (AUS)        | 127e                      |
| 85                        | Franck Perque (FRA)        | AB-2                      |
| 86                        | Nicolas Vogondy (FRA)      | 84e                       |
| 87                        | Daniel Schnider (SUI)      | 91e                       |
| 88                        | Jean-Michel Tessier (FRA)  | AB-16                     |
| 89                        | Jimmy Casper (FRA)         | AB-8                      |

| Lampre-Daikin LAM | Lampre-Daikin LAM        | Lampre-Daikin LAM |
| ----------------- | ------------------------ | ----------------- |
| Num               | Coureur                  | Pos               |
| 91                | Gilberto Simoni (ITA)    | 3e                |
| 92                | Sergio Barbero (ITA)     | 73e               |
| 93                | Massimo Codol (ITA)      | 47e               |
| 94                | Ludo Dierckxsens (BEL)   | AB-14             |
| 95                | Simone Bertoletti (ITA)  | 87e               |
| 96                | Marco Della Vedova (ITA) | 48e               |
| 97                | Gabriele Missaglia (ITA) | 45e               |
| 98                | Mariano Piccoli (ITA)    | 34e               |
| 99                | Ján Svorada (CZE)        | 102e              |

| Linda McCartney Cycling Team LMR | Linda McCartney Cycling Team LMR | Linda McCartney Cycling Team LMR |
| -------------------------------- | -------------------------------- | -------------------------------- |
| Num                              | Coureur                          | Pos                              |
| 101                              | Maximilian Sciandri (GBR)        | 67e                              |
| 102                              | Pascal Richard (SUI)             | NP-1                             |
| 103                              | Tayeb Braikia (DEN)              | 114e                             |
| 104                              | Bjørnar Vestøl (NOR)             | 125e                             |
| 105                              | Ciarán Power (IRL)               | 122e                             |
| 106                              | Maurizio De Pasquale (ITA)       | 111e                             |
| 107                              | David McKenzie (AUS)             | 113e                             |
| 108                              | Matthew Stephens (GBR)           | AB-16                            |
| 109                              | Benjamin Brooks (AUS)            | NP-1                             |

| Liquigas-Pata ___ | Liquigas-Pata ___            | Liquigas-Pata ___ |
| ----------------- | ---------------------------- | ----------------- |
| Num               | Coureur                      | Pos               |
| 111               | Stefano Cattai (ITA)         | 41e               |
| 112               | Daniele Contrini (ITA)       | 106e              |
| 113               | Cristiano Frattini (ITA)     | AB-10             |
| 114               | Serhiy Honchar (UKR)         | 9e                |
| 115               | Cristian Moreni (ITA)        | AB-12             |
| 116               | Davide Rebellin (ITA)        | 29e               |
| 117               | Alessandro Spezialetti (ITA) | AB-8              |
| 118               | Denis Zanette (ITA)          | AB-17             |
| 119               | Marco Zanotti (ITA)          | 116e              |

| Mapei-Quick Step MAP | Mapei-Quick Step MAP    | Mapei-Quick Step MAP |
| -------------------- | ----------------------- | -------------------- |
| Num                  | Coureur                 | Pos                  |
| 121                  | Davide Bramati (ITA)    | 75e                  |
| 122                  | Rinaldo Nocentini (ITA) | 64e                  |
| 123                  | Giuliano Figueras (ITA) | AB-7                 |
| 124                  | Paolo Fornaciari (ITA)  | 79e                  |
| 125                  | Paolo Lanfranchi (ITA)  | 12e                  |
| 126                  | Chann McRae (USA)       | 17e                  |
| 127                  | Andrea Noè (ITA)        | 4e                   |
| 128                  | Pavel Tonkov (RUS)      | 5e                   |
| 129                  | Axel Merckx (BEL)       | 25e                  |

| Mercatone Uno-Albacom ___ | Mercatone Uno-Albacom ___ | Mercatone Uno-Albacom ___ |
| ------------------------- | ------------------------- | ------------------------- |
| Num                       | Coureur                   | Pos                       |
| 131                       | Stefano Garzelli (ITA)    | 1er                       |
| 132                       | Daniele De Paoli (ITA)    | 36e                       |
| 133                       | Marco Velo (ITA)          | AB-13                     |
| 134                       | Enrico Zaina (ITA)        | AB-10                     |
| 135                       | Ermanno Brignoli (ITA)    | 82e                       |
| 136                       | Simone Borgheresi (ITA)   | 112e                      |
| 137                       | Riccardo Forconi (ITA)    | 27e                       |
| 138                       | Fabiano Fontanelli (ITA)  | 93e                       |
| 139                       | Marco Pantani (ITA)       | 28e                       |

| Mobilvetta-Rossin ___ | Mobilvetta-Rossin ___    | Mobilvetta-Rossin ___ |
| --------------------- | ------------------------ | --------------------- |
| Num                   | Coureur                  | Pos                   |
| 141                   | Evgueni Berzin (RUS)     | NP-PR                 |
| 142                   | Filippo Baldo (ITA)      | 32e                   |
| 143                   | Ivan Quaranta (ITA)      | AB-14                 |
| 144                   | Mirko Gualdi (ITA)       | 40e                   |
| 145                   | Mario Manzoni (ITA)      | 86e                   |
| 146                   | Milan Kadlec (CZE)       | 100e                  |
| 147                   | Graziano Recinella (ITA) | AB-14                 |
| 148                   | Paolo Valoti (ITA)       | AB-18                 |
| 149                   | Alberto Ongarato (ITA)   | 90e                   |

| Aguardiente Néctar-Selle Italia NEC | Aguardiente Néctar-Selle Italia NEC | Aguardiente Néctar-Selle Italia NEC |
| ----------------------------------- | ----------------------------------- | ----------------------------------- |
| Num                                 | Coureur                             | Pos                                 |
| 151                                 | José Jaime González (COL)           | 31e                                 |
| 152                                 | Hernán Buenahora (COL)              | 6e                                  |
| 153                                 | Raúl Montaña (COL)                  | 65e                                 |
| 154                                 | Freddy González (COL)               | AB-3                                |
| 155                                 | Ruber Marín (COL)                   | 77e                                 |
| 156                                 | Andris Naudužs (LAT)                | AB-8                                |
| 157                                 | Fortunato Baliani (ITA)             | 71e                                 |
| 158                                 | Alessio Girelli (ITA)               | AB-13                               |
| 159                                 | Leonardo Scarselli (ITA)            | 107e                                |

| Rabobank RAB | Rabobank RAB          | Rabobank RAB |
| ------------ | --------------------- | ------------ |
| Num          | Coureur               | Pos          |
| 161          | Niki Aebersold (SUI)  | 68e          |
| 162          | Erik Dekker (NED)     | 121e         |
| 163          | Coen Boerman (NED)    | AB-14        |
| 164          | Steven de Jongh (NED) | 126e         |
| 165          | Addy Engels (NED)     | 80e          |
| 166          | Karsten Kroon (NED)   | 103e         |
| 167          | Matthé Pronk (NED)    | 110e         |
| 168          | Aart Vierhouten (NED) | AB-15        |
| 169          | Marcel Duijn (NED)    | AB-14        |

| Saeco-Valli & Valli SAE | Saeco-Valli & Valli SAE   | Saeco-Valli & Valli SAE |
| ----------------------- | ------------------------- | ----------------------- |
| Num                     | Coureur                   | Pos                     |
| 171                     | Mario Cipollini (ITA)     | AB-13                   |
| 172                     | Paolo Savoldelli (ITA)    | 24e                     |
| 173                     | Giuseppe Calcaterra (ITA) | 118e                    |
| 174                     | Alessio Galletti (ITA)    | 120e                    |
| 175                     | Pavel Padrnos (CZE)       | 26e                     |
| 176                     | Dario Pieri (ITA)         | AB-18                   |
| 177                     | Biagio Conte (ITA)        | 78e                     |
| 178                     | Mario Scirea (ITA)        | 56e                     |
| 179                     | Francesco Secchiari (ITA) | 59e                     |

| Vini Caldirola-Sidermec ___ | Vini Caldirola-Sidermec ___ | Vini Caldirola-Sidermec ___ |
| --------------------------- | --------------------------- | --------------------------- |
| Num                         | Coureur                     | Pos                         |
| 181                         | Francesco Casagrande (ITA)  | 2e                          |
| 182                         | Massimo Donati (ITA)        | 53e                         |
| 183                         | Roberto Conti (ITA)         | 44e                         |
| 184                         | Mauro Zanetti (ITA)         | AB-3                        |
| 185                         | Marco Milesi (ITA)          | 117e                        |
| 186                         | Gianluca Bortolami (ITA)    | 96e                         |
| 187                         | Matthew White (AUS)         | 101e                        |
| 188                         | Filippo Casagrande (ITA)    | 60e                         |
| 189                         | Ruggero Borghi (ITA)        | AB-6                        |

| Vitalicio Seguros-Grupo Generali VIT | Vitalicio Seguros-Grupo Generali VIT | Vitalicio Seguros-Grupo Generali VIT |
| ------------------------------------ | ------------------------------------ | ------------------------------------ |
| Num                                  | Coureur                              | Pos                                  |
| 191                                  | Elio Aggiano (ITA)                   | 81e                                  |
| 192                                  | Santiago Blanco (ESP)                | 11e                                  |
| 193                                  | Luis Orán Castañeda (COL)            | 88e                                  |
| 194                                  | Juan Carlos Domínguez (ESP)          | AB-8                                 |
| 195                                  | Jan Hruška (CZE)                     | 14e                                  |
| 196                                  | Álvaro González de Galdeano (ESP)    | 49e                                  |
| 197                                  | Miguel Ángel Martín Perdiguero (ESP) | 37e                                  |
| 198                                  | Iván Parra (COL)                     | AB-11                                |
| 199                                  | Víctor Hugo Peña (COL)               | 15e                                  |